# Tuesday Night Music Club
 (février 2023).
Si vous disposez d'ouvrages ou d'articles de référence ou si vous connaissez des sites web de qualité traitant du thème abordé ici, merci de compléter l'article en donnant les références utiles à sa vérifiabilité et en les liant à la section « Notes et références ».
Albums de Sheryl Crow
Sheryl Crow
(1996)

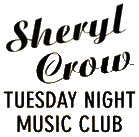

Tuesday Night Music Club est le premier album de Sheryl Crow. Il est sorti en 1993 et a été édité sous le label A&M Records. L’album engrangea trois Grammy Awards en 1995 (Meilleur titre de l’année (All I Wanna Do), meilleure nouvelle artiste, et meilleure performance vocale pop féminine).

## Titres de l’album
| No  | Titre                        | Auteur                                                             | Durée |
| --- | ---------------------------- | ------------------------------------------------------------------ | ----- |
| 1.  | Run, Baby, Run               | David Baerwald, Bill Bottrell, Crow                                | 4:53  |
| 2.  | Leaving Las Vegas            | Baerwald, Bottrell, Crow, Kevin Gilbert, David Ricketts            | 5:10  |
| 3.  | Strong Enough                | Baerwald, Bottrell, Crow, Gilbert, Brian MacLeod, Ricketts         | 3:10  |
| 4.  | Can't Cry Anymore            | Bottrell, Crow                                                     | 3:41  |
| 5.  | Solidify                     | Baerwald, Bottrell, Crow, Gilbert, Kevin Hunter, MacLeod, Ricketts | 4:08  |
| 6.  | The Na-Na Song               | Baerwald, Bottrell, Crow, Gilbert, MacLeod, Ricketts               | 3:12  |
| 7.  | No One Said It Would Be Easy | Bottrell, Crow, Gilbert, Dan Schwartz                              | 5:29  |
| 8.  | What I Can Do for You        | Baerwald, Crow                                                     | 4:15  |
| 9.  | All I Wanna Do               | Baerwald, Bottrell, Wyn Cooper, Crow, Gilbert                      | 4:32  |
| 10. | We Do What We Can            | Bottrell, Crow, Gilbert, Schwartz                                  | 5:38  |
| 11. | I Shall Believe              | Bottrell, Crow                                                     | 5:34  |

## Personnel

### Musiciens
- Sheryl Crow – guitare, piano, chant
- David Baerwald – guitare
- Bill Bottrell – guitare, pedal steel
- Kevin Gilbert – claviers, guitare, batterie sur (Run Baby Run),
- David Ricketts – basse sur (Leaving Las Vegas)
- Dan Schwartz – basse
- Brian MacLeod– batterie

### Production
- Bill Bottrell – producteur
- Dan Schwartz – assistant producteur
- Melodie McDaniel, Peggy Sirota – photographie